# La Prison en folie
Pour plus de détails, voir Fiche technique et Distribution.
La Prison en folie est un film français réalisé par Henry Wulschleger, sorti en 1931.

## Fiche technique
- Titre : La Prison en folie
- Autre titre : Le Soleil à l'ombre
- Réalisation : Henry Wulschleger
- Scénario : Georges Dolley et Christian Gallo, d'après le roman de Georges Dolley, Le Soleil à l'ombre[1]
- Son : Antoine Archimbaud
- Musique : René Sylviano
- Pays de production :  France
- Production : Star Film Édition
- Format : Noir et blanc - 1,20:1  - Son mono
- Genre : Comédie
- Durée : 80 minutes
- Date de sortie : France, 30 janvier 1931

## Distribution
- Bach : Jules
- Noël-Noël : Yves
- Hélène Hallier : Monique
- Suzanne Dehelly : Cléo
- Jane Faber
- Émile Saint-Ober
- André Nicolle
- Raymond Narlay